# Вулиця Гуданова (Харків)
Вулиця Гуданова — вулиця у Харкові, у Київському районі, біля станції метро «Ярослава Мудрого». Проходить всього один квартал, від вулиці Григорія Сковороди до Політехнічної вулиці. Вулиця виникла в 1888 році й раніше називалась Юмівською (1888—1925, бл. 1942—1943, 1945—1965) та вулицею Мархлевського (1925 — бл. 1942, 1943—1945). Сучасна назва на честь радянського військовика Євгена Олексійовича Гуданова, який народився й жив на цій вулиці.

## Історія й назва
Вулиця заснована за рішенням міської думи від 22 листопада 1888 року. Початково мала назву Юмівська на честь Г. В. Юма, харківського купця, по землі якого проходила вулиці й ініціатором прокладки якої він був.
19 червня 1925 року вулицю перейменували на вулицю Мархлевського на честь польсько-литовського революціонера Юліана Мархлевського (1866—1925), який помер всього за 3 місяці до перейменування.
У роки німецької окупації (1942—1943) вулиці тимчасово повернули початкову назву Юмівська. 2 жовтня 1945 року назву Юмівська повернули вулиці ще раз.
26 квітня 1965 року рішенням міськвиконкому вулиця була перейменована на честь радянського військовика, Героя Радянського Союзу Євгена Олексійовича Гуданова (1921—1944), який народився й жив на ній.
Згідно з поштово-телеграфним довідником Харкова за 1982 рік, до складу вулиці Гуданова увійшов Юмівський тупик.

## Меморіальні дошки
- Буд. 1. Меморіальна дошка на честь Героя Радянського Союзу Євгена Олексійовича Гуданова (1921—1944), ім'ям якого названа вулиця[3].
- Буд. 9/11. Меморіальна дошка на честь біохіміка Івана Миколайовича Буланкіна (1901—1960), встановлена на будівлі, де він жив[4].
- Буд. 18. Меморіальна дошка на честь хіміка Анатолія Семеновича Бережного (1910—1996), встановлена на будівлі інституту вогнетривів, названого його ім'ям[5].